# Никки Чарм
Никки Чарм (англ. Nikki Charm, настоящее имя англ. Shannon Louise Eaves, род. 21 февраля 1966, Лос-Анджелес, Калифорния) — американская порноактриса. Член залов славы AVN и XRCO.

## Биография
Родилась 21 февраля 1966 года в Южной Калифорнии. Дебютировала в порноиндустрии в 1984 году, вскоре после 18-летия. С 1984 по 1990 год снялась примерно в 50 видео, некоторое время была контрактным исполнителем Vivid Entertainment. В 1990 году перестала сниматься, но какое-то время была танцовщицей стриптиза. В 1999—2000 гг. ненадолго вернулась в индустрию, снявшись в шести фильмах.
В 1986 году СМИ сообщили, что порнозвезда Трейси Лордз снималась в фильмах для взрослых, будучи несовершеннолетней. Федеральные власти подозревали, что другие актрисы, в том числе Шарм, также могли сниматься в подобных фильмах до того, как получили законное право, и были выданы повестки с целью получения доступа к документам, подтверждающим её возраст. В отличие от Лордз, Шарм смогла предоставить документы, подтверждающие, что она начала сниматься в фильмах для взрослых вскоре после достижения 18-летия и, следовательно, имела законную возможность сниматься в порнофильмах.
В октябре 2002 года была арестована и обвинена в нескольких случаях кражи со взломом и угоне автомобиля. Была осуждена и приговорена к пяти годам тюремного заключения, который отбыла в Центральной Калифорнийской женской тюрьме недалеко от Чоучиллы.
В начале 2011 года вернулась в индустрию для взрослых в качестве продакшен-менеджера, а также снялась в сцене с Томом Байроном для его DVD-сериала Seasoned Players.

## Награды и номинации
| Год  | Церемония  | Результат | Номинация             | Работа        |
| ---- | ---------- | --------- | --------------------- | ------------- |
| 1999 | AVN Awards | Победа    | Зал славы AVN         | н/д           |
| 2010 | XRCO Award | Победа    | Зал славы XRCO        | н/д           |
| 2013 | AVN Awards | Номинация | Лучшая роль без секса | Diary of Love |

## Избранная фильмография
- 1984: Good Girls Do
- 1985: Talk Dirty to Me One More Time
- 1986: Charm School: Саманта
- 1986: Chastity Johnson
- 1986: Dressed to Thrill
- 1986: Life & Loves of Nikki Charm: Никки
- 1986: Little American Maid: Volleyball Player
- 1986: Mouth Watering
- 1986: Summer Girls
- 1986: Wild Things II: Никки Чарм (в титрах не указана)
- 1987: Bad Attitude
- 1987: California Blondes[11]
- 1987: In Charm’s Way
- 1987: Jacqueline: Пам
- 1987: Loose Morals
- 1987: Nicki[12]
- 1987: Nightfire
- 1987: Nikki and the Pom-Pom Girls: Никки
- 1987: Sexual Odyssey
- 1987: Walk on the Wild Side: Ронда Стиллман
- 1988: A Woman’s Touch
- 1988: Cab-o-lay
- 1988: Lucky in Love 2
- 1988: Taste of the Best
- 1989: Charmed Again
- 1989: Coming of Age: Шерри
- 1990: Above and Beyond
- 1993: Adam & Eve Guide to G-spot Orgasm
- All’s Welles[13]
- Beverly Hills Wives[14]
- Dominant Dames[15]
- Erotic Penetration[16]
- Gimme An X[17]
- Kingsize![18]
- Love Birds[19]
- Only the Best of Oral[20]
- Scarlet Mistress[21]
- Touched[22]
- Visions of Jeannie[23]